# Samuel Törling
Samuel Törling, född 20 december 1662 i Törnsfalls församling, död 4 februari 1718 i Sankt Nikolai församling, Stockholm, var en svensk präst.

## Biografi
Samuel Törling föddes 1662 i Törnsfalls församling. Han var son till kyrkoherden Magnus Axelsson och Rachel Jonsdotter Planander i Kristbergs församling. Törling blev 16 februari 1684 student vid Uppsala universitet och prästvigdes i september 1693 i Linköpings domkyrka. Han blev pastorsadjunkt i Riddarholmens församling och avlade 11 december 1694 magisterexamen vid Uppsala universitet. Törling blev i maj 1695 extra ordinarie predikant vid livgardet och var även från 1 maj 1695 till januari 1696 vice pastor i Jakob och Johannes församling i Stockholm. Han avlade pastoralexamen 14 november 1696 och blev 22 mars 1698 regementspastor vid livgardet, tillträde 1 maj 1699. Den 27 april 1700 följde han regementet i kriget till Danmark och genom Livland, Litauen och Polen. Kunglig hovpredikant blev han 11 maj 1702, tillträde 1703. Törling blev 8 maj 1705 kyrkoherde i Maria Magdalena församling, tillträde 1 maj 1706 och blev assessor i Stockholms konsistorium. Han blev 31 mars 1712 kyrkoherde i Sankt Nikolai församling, tillträde 1 maj 1712 och blev ordinarie preses i konsistorium. Törling var riksdagsman vid riksdagen 1713–1714 och ledamot av sekreta utskottet. Törling avled 1718 i Sankt Nikolai församling.

### Familj
Törling gifte sig första gången 21 juni 1696 med Margareta Helleday (död 1697), som var dotter till handelsmannen Wilhelm Helleday och Catharina Robertsdotter Petre. De fick tillsammans sonen studenten Robert Wilhelm Törling (1697–1747) i Lund. Törling gifte sig andra gången 23 januari 1700 med Wendela Roland (1680–1711), som var dotter till handelsmannen Roland Eliasson och Birgitta Eriksdotter Ångerman. Det fick två söner, konsistorienotarien Samuel Törling (1707–1740) i Stockholm och studenten Daniel Törling (1708–1730). Törling gifte sig tredje gången 12 november 1713 med Sara Roselius (1684–1764). Hon var dotter till handelsmannen Johan Roselius och Catharina Andersdotter Boij. I äktenskapet föddes Brita Catharina Törling (1714–1782) och hovrättsrådet Johan Magnus Törling (1715–1780) i Svea hovrätt.